# Wspólna reprezentacja na Letnich Igrzyskach Olimpijskich 1992
Wspólną reprezentację na Letnich Igrzyskach Olimpijskich 1992 reprezentowało 475 zawodników: 310 mężczyzn i 165 kobiety.
W skład wspólnej reprezentacji wchodzili zawodnicy z byłych republik Związku Radzieckiego, z wyjątkiem krajów bałtyckich, które wystawiły własne reprezentacje. Niemal wszystkie państwa występujące pod nazwą „wspólna reprezentacja” należały do Wspólnoty Niepodległych Państw.
Wspólnota Niepodległych Państw (WNP), która powstała 8 grudnia 1991 roku, zrzeszała państwa współtworzące wcześniej Związek Socjalistycznych Republik Radzieckich. W jej skład wchodziły: Rosja, Ukraina, Białoruś, Kazachstan, Kirgistan, Mołdawia, Turkmenistan, Uzbekistan, Tadżykistan, Armenia i Azerbejdżan. We wspólnej reprezentacji znaleźli się także sportowcy z Gruzji, która nie była wówczas członkiem WNP. Był to jedyny start na letnich igrzyskach olimpijskich wspólnej reprezentacji. Na kolejnych igrzyskach olimpijskich, każda z republik wchodzących w skład WNP i Gruzja wystawiała własną reprezentację olimpijską. Dorobek medalowy wspólnej reprezentacji w różnych klasyfikacjach jest zaliczany do reprezentacji Rosji.

## Zdobyte medale
| Medal  | Zawodnik | Dyscyplina             | Konkurencja                                   | Rezultat                                                                               |
| ------ | --- | ---------------------- | --------------------------------------------- | -------------------------------------------------------------------------------------- |
| Złoto  | Witalij Szczerbo | Gimnastyka             | wielobój mężczyzn indywidualnie               | 59,025 pkt                                                                             |
| Złoto  | Witalij Szczerbo, Hryhorij Misiutin, Walery Belenki, Ihor Korobcziński, Aleksiej Woropajew, Rustam Szaripow | Gimnastyka             | wielobój drużynowy mężczyzn                   | 584,450 pkt                                                                            |
| Złoto  | Witalij Szczerbo | Gimnastyka             | skok przez konia mężczyzn                     | 9,856 pkt                                                                              |
| Złoto  | Witalij Szczerbo | Gimnastyka             | ćwiczenia na poręczach mężczyzn               | 9,900 pkt                                                                              |
| Złoto  | Witalij Szczerbo | Gimnastyka             | ćwiczenia na kółkach mężczyzn                 | 9,937 pkt                                                                              |
| Złoto  | Witalij Szczerbo | Gimnastyka             | ćwiczenia na koniu z łękami mężczyzn          | 9,925 pkt                                                                              |
| Złoto  | Tatjana Gucu | Gimnastyka             | wielobój indywidualnie kobiet                 | 39,737 pkt                                                                             |
| Złoto  | Tatjana Gucu, Swietłana Bogińska, Tetiana Łysenko, Róża Galijewa, Jelena Grudniewa, Oksana Chusowitina | Gimnastyka             | wielobój drużynowy kobiet                     | 395,666 pkt                                                                            |
| Złoto  | Tetiana Łysenko | Gimnastyka             | ćwiczenia na równoważni kobiet                | 9,975 pkt                                                                              |
| Złoto  | Aleksandra Timoszenko | Gimnastyka artystyczna | indywidualnie                                 | 59,037 pkt                                                                             |
| Złoto  | Dawit Chachaleiszwili | Judo                   | waga powyżej 95 kg mężczyzn                   | w finale pokonał Japończyka Naoya Ogawa                                                |
| Złoto  | Nazim Gusejnow | Judo                   | waga do 60 kg mężczyzn                        | w finale pokonał Koreańczyka Yoon Hyun                                                 |
| Złoto  | Dmitrij Dowgalenok, Aleksandr Maseikow | Kajakarstwo            | C-2 500 m mężczyzn                            | 1:41,54 min                                                                            |
| Złoto  | Ołena Żyrko, Jelena Baranowa, Irina Gerlic, Jelena Tornikidou, Jelena Szwajbowicz, Marina Tkaczenko, Irina Minch, Jelena Kudaszowa, Irina Sumnikowa, Elen Bounatjanc, Natalja Zasulska, Swietłana Zabołujewa                                        | Koszykówka             | turniej kobiet                                | w finale pokonały zespół Chin 76:66 pkt                                                |
| Złoto  | Jelena Romanowa | Lekkoatletyka          | bieg na 3000 m kobiet                         | 8:46,04 min                                                                            |
| Złoto  | Walentina Jegorowa | Lekkoatletyka          | bieg maratoński kobiet                        | 2:32:41 h                                                                              |
| Złoto  | Jelena Ruzina, Ludmyła Dżyhałowa, Olga Nazarowa, Olha Bryzhina, Lilia Nurutdinowa, Marina Szmonina | Lekkoatletyka          | sztafeta 4 x 400 m kobiet                     | 3:20,20 min                                                                            |
| Złoto  | Swietłana Kriwielowa | Lekkoatletyka          | pchnięcie kulą kobiet                         | 21,06 m                                                                                |
| Złoto  | Andriej Pierłow | Lekkoatletyka          | chód na 50 km mężczyzn                        | 3:50:13 h                                                                              |
| Złoto  | Maksim Tarasow | Lekkoatletyka          | skok o tyczce mężczyzn                        | 5,80 m                                                                                 |
| Złoto  | Andriej Abduwalijew | Lekkoatletyka          | rzut motem mężczyzn                           | 82,54 m                                                                                |
| Złoto  | Andriej Ławrow, Igor Wassiliew, Jurij Gawriłow, Andriej Barbacziński, Sergiej Bebeczko, Walerij Gopin, Wassilij Kudinow, Talant Dujszebajew, Michaił Jakimowicz, Oleg Grebniew, Oleg Kisseliew, Igor Czumak                                         | Piłka ręczna           | turniej mężczyzn                              | w finale pokonali reprezentację Szwecji 22:20                                          |
| Złoto  | Aleksandr Popow | Pływanie               | 50 m stylem dowolnym mężczyzn                 | 21,91 s                                                                                |
| Złoto  | Aleksandr Popow | Pływanie               | 100 m stylem dowolnym mężczyzn                | 49,02 s                                                                                |
| Złoto  | Jewgienij Sadowyj | Pływanie               | 200 m stylem dowolnym mężczyzn                | 1:46,70 min                                                                            |
| Złoto  | Jewgienij Sadowyj | Pływanie               | 400 m stylem dowolnym mężczyzn                | 3:45,00 min                                                                            |
| Złoto  | Dmitrij Łepikow, Władimir Pyszczenko, Wieniamin Tajanowicz, Jewgienij Sadowyj | Pływanie               | sztafeta 4 x 200 m stylem dowolnym mężczyzn   | 7:11,95 min                                                                            |
| Złoto  | Jelena Rudkowskaja | Pływanie               | 100 m stylem klasycznym kobiet                | 1:08,00 min                                                                            |
| Złoto  | Israil Militosjan | Podnoszenie ciężarów   | waga do 67,5 kg mężczyźni                     | 337,5 kg                                                                               |
| Złoto  | Fedor Kassapu | Podnoszenie ciężarów   | waga do 75 kg mężczyźni                       | 357,5 kg                                                                               |
| Złoto  | Akakios Kakiasvilis | Podnoszenie ciężarów   | waga do 90 kg mężczyźni                       | 412,5 kg                                                                               |
| Złoto  | Wiktor Triegubow | Podnoszenie ciężarów   | waga do 100 kg mężczyźni                      | 410 kg                                                                                 |
| Złoto  | Aleksandr Kurłowicz | Podnoszenie ciężarów   | waga ponad 110 kg mężczyźni                   | 450 kg                                                                                 |
| Złoto  | Marina Łogwinienko | Strzelectwo            | pistolet pneumatyczny 10 m kobiet             | 486,4 pkt                                                                              |
| Złoto  | Marina Łogwinienko | Strzelectwo            | pistolet 25 m kobiet                          | 684 pkt                                                                                |
| Złoto  | Jurij Fiedkin | Strzelectwo            | karabin pneumatyczny 10 m mężczyzn            | 695,3 pkt                                                                              |
| Złoto  | Kanstantin Łukaszik | Strzelectwo            | Pistolet 50 m mężczyzn                        | 658 pkt                                                                                |
| Złoto  | Hyraczia Petikian | Strzelectwo            | karabin małokalibrowy 3 postawy 50 m mężczyzn | 1267,4 pkt                                                                             |
| Złoto  | Grigorij Kirijenko, Aleksandr Szyrszow, Gieorgij Pogosow, Wadym Hutcajt, Stanisław Pozdniakow | Szermierka             | szabla mężczyzn drużynowo                     | w finale pokonali Węgrów 9:5                                                           |
| Złoto  | Arsen Fadzajew | Zapasy                 | styl wolny waga do 68 kg                      | w finale pokonał Bułgara Walentina Gecowa                                              |
| Złoto  | Macharbiek Chadarcew | Zapasy                 | styl wolny waga do 90 kg                      | w finale pokonał Turka Kenana Şimşek                                                   |
| Złoto  | Leri Chabiełow | Zapasy                 | styl wolny waga do 100 kg                     | w finale pokonał Niemca Heiko Balza                                                    |
| Złoto  | Oleg Kuczerenko | Zapasy                 | styl klasyczny waga do 48 kg                  | w finale pokonał Włocha Vincenzo Maenza                                                |
| Złoto  | Mnacakan Iskandarian | Zapasy                 | styl klasyczny waga do 74 kg                  | w finale pokonał Józefa Tracza                                                         |
| Złoto  | Aleksandr Karielin | Zapasy                 | styl klasyczny waga do 130 kg                 | w finale pokonał Szweda Tomas Johansson                                                |
| Srebro | Rostysław Zaułycznyj | Boks                   | waga półciężka do 81 kg                       | w finale przegrał z Niemcem Torstenem Mayem                                            |
| Srebro | Hryhorij Misiutin | Gimnastyka             | wielobój mężczyzn indywidualnie               | 58,925 pkt                                                                             |
| Srebro | Hryhorij Misiutin | Gimnastyka             | ćwiczenia wolne mężczyzn                      | 9,787 pkt                                                                              |
| Srebro | Hryhorij Misiutin | Gimnastyka             | skok przez konia mężczyzn                     | 9,781 pkt                                                                              |
| Srebro | Hryhorij Misiutin | Gimnastyka             | ćwiczenia na drążku mężczyzn                  | 9,837 pkt                                                                              |
| Srebro | Tatjana Gucu | Gimnastyka             | ćwiczenia na poręczach kobiet                 | 9,975 pkt                                                                              |
| Srebro | Michał Śliwiński | Kajakarstwo            | C-1 500 m mężczyzn                            | 1:51,40 min                                                                            |
| Srebro | Olha Bryzhina | Lekkoatletyka          | bieg na 400 m kobiet                          | 49,05 s                                                                                |
| Srebro | Lilija Nurutdinowa | Lekkoatletyka          | bieg na 800 m kobiet                          | 1:55,99 min                                                                            |
| Srebro | Ludmiła Rogaczowa | Lekkoatletyka          | bieg na 1500 m kobiet                         | 3:56,91 min                                                                            |
| Srebro | Tetiana Samolenko | Lekkoatletyka          | bieg na 3000 m kobiet                         | 8:46,85 min                                                                            |
| Srebro | Olga Bogosłowska, Galina Malczugina, Marina Trandienkowa, Irina Priwałowa | Lekkoatletyka          | sztafeta 4 x 100 m kobiet                     | 42,16 s                                                                                |
| Srebro | Jelena Nikołajewa | Lekkoatletyka          | chód na 10 km kobiet                          | 44:33 min                                                                              |
| Srebro | Inesa Kraweć | Lekkoatletyka          | skok w dal kobiet                             | 7,12 m                                                                                 |
| Srebro | Natalja Szykolenko | Lekkoatletyka          | rzut oszczepem kobiet                         | 68,26 m                                                                                |
| Srebro | Irina Biełowa | Lekkoatletyka          | siedmiobój kobiet                             | 6845 pkt                                                                               |
| Srebro | Igor Trandienkow | Lekkoatletyka          | skok o tyczce mężczyzn                        | 5,80 m                                                                                 |
| Srebro | Ihar Astapkowicz | Lekkoatletyka          | rzut młotem mężczyzn                          | 81,96 m                                                                                |
| Srebro | Eduard Zienowka, Anatolij Starostin, Dmitrij Swatkowski | Pięciobój nowoczesny   | mężczyźni drużynowo                           | 15 924 pkt                                                                             |
| Srebro | Władimir Sełkow | Pływanie               | 200 m stylem grzbietowym mężczyzn             | 1:58,87 min                                                                            |
| Srebro | Pawło Chnykin, Giennadij Prigoda, Jurij Baszkatow, Aleksandr Popow | Pływanie               | sztafeta 4 x 100 m stylem dowolnym mężczyzn   | 3:17,56 mini                                                                           |
| Srebro | Władimir Sełkow, Wasilij Iwanow, Pawło Chnykin, Aleksandr Popow | Pływanie               | sztafeta 4 x 100 m stylem zmiennym mężczyzn   | 3:38,56 min                                                                            |
| Srebro | Siergiej Syrcow | Podnoszenie ciężarów   | waga do 90 kg mężczyźni                       | 412,5 kg                                                                               |
| Srebro | Timur Tajmazow | Podnoszenie ciężarów   | waga do 100 kg mężczyźni                      | 402,5 kg                                                                               |
| Srebro | Artur Akojew | Podnoszenie ciężarów   | waga do 110 kg mężczyźni                      | 430 kg                                                                                 |
| Srebro | Leonid Taranienko | Podnoszenie ciężarów   | waga powyżej 110 kg mężczyźni                 | 425 kg                                                                                 |
| Srebro | Jewgenjia Artamonowa-Estes, Jelena Batuchtina-Tiurina, Swietłana Korytowa, Natalia Morozowa, Marina Nikulina, Walentina Ogijenko, Irina Smirnowa-Ilczenko, Jelena Owczinnikowa-Czebukina                                                            | Siatkówka              | turniej kobiet                                | w finale uległy zespołowi Kuby 1:3 (14:16, 15:12, 12:15, 13:15)                        |
| Srebro | Irina Laszko | Skoki do wody          | trampolina 3 m kobiety                        | 514,14 pkt                                                                             |
| Srebro | Jelena Miroszina | Skoki do wody          | wieża 10 m kobiety                            | 411,63 pkt                                                                             |
| Srebro | Siergiej Pyżjanow | Strzelectwo            | Pistolet pneumatyczny 10 m mężczyzn           | 684,1 pkt                                                                              |
| Srebro | Anatoli Asrabajew | Strzelectwo            | Ruchoma tarcza 10 m mężczyzn                  | 672 pkt                                                                                |
| Srebro | Serhij Holubićkyj | Szermierka             | floret mężczyzn indywidualnie                 | w finale uległ Francuzowi Philippe Omnès 2:5                                           |
| Srebro | Pawieł Kołobkow | Szermierka             | szpada mężczyzn indywidualnie                 | w finale uległ Francuzowi Éricowi Srecki 2:5                                           |
| Srebro | Siarhiej Smal | Zapasy                 | styl wolny waga do 57 kg                      | w finale przegrał z Kubańczykiem Alejandro Puerto                                      |
| Srebro | Elmadi Żabraiłow | Zapasy                 | styl wolny waga do 82 kg                      | w finale przegrał z Amerykaninem Kevinem Jacksonem                                     |
| Srebro | Alfred Ter-Mkrtczjan | Zapasy                 | styl klasyczny waga do 52 kg                  | w finale przegrał z Norwegiem Jonem Rønningen                                          |
| Srebro | Siergiej Martynow | Zapasy                 | styl klasyczny waga do 62 kg                  | w finale przegrał z Turkiem Mehmetem Akif Pirimem                                      |
| Srebro | Isłam Duguczijew | Zapasy                 | styl klasyczny waga do 68 kg                  | w finale przegrał z Węgrem Attilem Repka                                               |
| Brąz   | Ramaz Paliani | Boks                   | waga piórkowa do 57 kg                        | w półfinale przegrał z Hiszpanem Faustino Reyesem                                      |
| Brąz   | Walery Belenki | Gimnastyka             | wielobój mężczyzn indywidualnie               | 58,625 pkt                                                                             |
| Brąz   | Ihor Korobcziński | Gimnastyka             | ćwiczenia na poręczach mężczyzn               | 9,800 pkt                                                                              |
| Brąz   | Tatjana Gucu | Gimnastyka             | ćwiczenia wolne kobiet                        | 9,912 pkt                                                                              |
| Brąz   | Tetiana Łysenko | Gimnastyka             | skok przez konia kobiet                       | 9,912 pkt                                                                              |
| Brąz   | Oksana Skaldina | Gimnastyka artystyczna | indywidualnie                                 | 57,912 pkt                                                                             |
| Brąz   | Jelena Pietrowa | Judo                   | waga do 61 kg kobiet                          | w walce o brązowy medal pokonała Koreankę Koo Hyun-sook                                |
| Brąz   | Dmitrij Siergiejew | Judo                   | waga do 95 kg mężczyzn                        | w walce o brązowy medal pokonał Pawła Nastulę                                          |
| Brąz   | Irina Priwałowa | Lekkoatletyka          | bieg na 100 m kobiet                          | 10,84 s                                                                                |
| Brąz   | Wiaczesław Łycho | Lekkoatletyka          | pchnięcie kulą mężczyzn                       | 20,94 m                                                                                |
| Brąz   | Igor Nikulin | Lekkoatletyka          | rzut młotem mężczyzn                          | 81,38 m                                                                                |
| Brąz   | Natalia Walejewa | Łucznictwo             | kobiety indywidualnie                         | w pojedynku o brązowy medal pokonała Chinkę Xiazozhu Wang 104:102 pkt                  |
| Brąz   | Ludmiła Arżannikowa, Chatuna Kwriwiszwili, Natalia Walejewa | Łucznictwo             | kobiety drużynowo                             | w pojedynku o brązowy medal pokonały zespół Francji 240:222 pkt                        |
| Brąz   | Eduard Zienowka | Pięciobój nowoczesny   | mężczyźni indywidualnie                       | 5361 pkt                                                                               |
| Brąz   | Natalija Anisimowa, Maryna Bazanowa, Swietłana Bogdanowa, Galina Borzenkowa, Tatjana Dżandżgawa, Tetjana Horb, Ljudmiła Gudz, Jelina Gusewa, Larysa Kiseljowa, Natalja Morskowa, Galina Onoprienko, Swietłana Prjachina                             | Piłka ręczna           | turniej kobiet                                | w meczu o brązowy medal pokonały zespół Niemiec 24:20                                  |
| Brąz   | Dmitrj Apanasenko, Andriej Bielofastow, Jewgienij Szaronow, Dmitrij Gorszkow, Władimir Karabutow, Aleksandr Kolotow, Andrij Kowałenko, Nikołaj Kozłlow. Sergiej Marcoci, Sergiej Naumow, Aleksandr Ogorodnikow, Alexander Tczigir, Aleksiejy WdoWin | Piłka wodna            | turniej mężczyzn                              | w meczu o trzecie miejsce pokonali zespół Stanów Zjednoczonych 8:4                     |
| Brąz   | Nina Żywaniewska, Olga Kiriczenko, Natalia Meschtscherjakowa, Jelena Rudkowska | Pływanie               | sztafeta 4 x 100 m stylem zmiennym kobiet     | 4:06,44 min                                                                            |
| Brąz   | Dmitrij Sautin | Skoki do wody          | wieża 10 m mężczyźni                          | 600,15 pkt                                                                             |
| Brąz   | Władimir Wochmianin | Strzelectwo            | pistolet szybkostrzelny 25 m                  | 882 pkt                                                                                |
| Brąz   | Pawieł Kołobkow, Andriej Szuwałow, Siergiej Krawczuk, Siergiej Kostariew, Walerij Zacharewicz | Szermierka             | szpada mężczyzn drużynowo                     | w meczu o 3 miejsce pokonali zespół Francji                                            |
| Brąz   | Tatiana Sadowska | Szermierka             | floret kobiet indywidualnie                   | w pojedynku o brązowy medal pokonała Francuzkę Laurence Modaine 5:3                    |
| Brąz   | Andriej Czerkasow | Tenis ziemny           | gra pojedyncza mężczyzn                       | w półfinale uległ Hiszpanowi Jordi Arrese 1:3 (4:6,6:7,6:3,3:6)                        |
| Brąz   | Leila Meschi Natalla Zwierawa | Tenis ziemny           | gra podwójna kobiet                           | w półfinale uległy parze Amerykankom Gigi Fernández – Mary Joe Fernández 2:0 (4:6,5:7) |
| Brąz   | Jekaterina Karsten, Antonina Zielikowicz, Tatjana Ustiużanina, Jelena Chłopcewa | Wioślarstwo            | czwórka podwójna kobiet                       | 6:25,07 min                                                                            |
| Brąz   | Wugar Orudżow | Zapasy                 | styl wolny waga do 48 kg                      | w walce o brązowy medal pokonał Rumuna Romica Rosovana                                 |
| Brąz   | Dawid Gobedżiszwili | Zapasy                 | styl wolny waga do 130 kg                     | w walce o brązowy medal pokonał Turka Mahmuta Demira                                   |
| Brąz   | Däulet Turłychanow | Zapasy                 | styl klasyczny waga do 82 kg                  | w walce o brązowy medal pokonał Szweda Magnusa Fredrikssona                            |
| Brąz   | Gogi Koguaszwili | Zapasy                 | styl klasyczny waga do 90 kg                  | w walce o brązowy medal pokonał Szweda Mikaela Ljungberga                              |
| Brąz   | Siergiej Demiaszkiewicz | Zapasy                 | styl klasyczny waga do 100 kg                 | w walce o brązowy medal pokonał Andrzeja Wrońskiego                                    |